# جيمس الثاني ملك إسكتلندا
الملك جيمس الثاني (16 أكتوبر 1430 – 3 أغسطس 1460)، ملك اسكتلندا. هو الابن الوحيد الباقي لأبيه جيمس الأول، وأمه هي جين ابنة جون بوفور أو بيوفورت إيرل سومرست و لقد ولد في 16 أكتوبر 1430 وتوج في مارس 1437 في هوليرود عن ست سنوات بعد مقتل أبيه، حيث كان الأول تحت وصاية أمه بينما أصبح أرتشيبالد الإيرل الخامس لدوغلاس الوصي على المملكة. امتلك السير ألكساندر ليفينغستون والسير وليام كرايتون (مات 1454) سلطة كبيرة.
حوالي العام 1439 تزوجت أمه من السير جيمس ستيوارت فارس لورن، فحاز لبيفينغستون على وصاية الملك الصغير الذي تميزت سنزاته الأولى بالصراع بين آل دوغلاس وآل كرايتون مع آل ليفينغستون متضامنين مع جهة ولاحقا مع أخرى. وفي حوالي العام 1443 أصر القضية لمكية وليام الإيرل الثامن لدوغلاس الذي هاجم آل كرايتون باسم الملك وبقي الحرب الأهلية حتى عام 1446، وفي يوليو 1449 تزوج جيمس من ماري (ماتت 1463) ابنة أرنولد دوق غيلدرلاند، وأمسك زمام الأمور بنفسه بعدما بلغ الثامنة عشرة. وكاد أن يُعتقل السير ليفينغستون، لكن دوغلايس احتفظ التفضيل الملكي لعدة أشهر أخرى.
في عام 1452 تمت دعوة الإيرل دولاس إلى ستيرلينغ من قبل الملك ولكنه اتهم بالخيانة فطعنه جيمس وقتله الحاضرون، فابتدأت الحرب بورا بين جيمس وآل دوغلاس الذين تم اجتياح وتخريب أراضيهم، ولكن بعد أن قام البرلمان الإسكتلندي بتبرئة الملك أعلن جيمس الإيرل الجديد لدوغلاس استسلامه. وفي بدايات العام 1455 رجع الصراع مرة أخرى، وذهب جيمس ليقابل الثوار وأحرز عدة انتصارات مهمة وبلغوا دوغلاس وأخذوا منه أرضه.
جيمس الذي كان حاكما مطلقا والذي قوى نفسه بهذا الانتصار وضمن ولاء البرلمان والنبلاء شاهد حرب الوردتين وهي تندلع في إنكلترا دون سابق إنذار، وبعد حملتين عبر الحدود قام بوضع هدنة في يوليو 1457 واستغلها الملك في تقوية حكمه في المرتفعات، وخلال حرب الوردتين أظهر تعاطفا مع آل لانكاستر بعد هزيمة هنري السادس في نورثامبتون بالهجوم على الأراضي جنوب اسكتلندا.
مات جيمس في 3 أغسطس 1460 إثر انفجار مدفع في حصار قلعة ركسبورو، وترك ثلاثة أبناء هم خليفته جيمس الثالث ملك اسكتلندا وألكساندر ستيوارت دوق ألباني وجون ستيوارت إيرل مار (مات 1479) وابنتين. وكان يلقب بذي الوجه المتقد وكان أميرا نشيطا ومحبوبا ولكنه لم يكن مثقفا مثل أبيه لكن أظهر اهتماما بالتعليم. وكن عهده مهما في التاريخ التشريعي لاسكتلندا حيث تم إصدار قوانين تهتم بحقوق ملكية الأراضي وتم تحديث نظم السك وكذلك حماية الفقراء بينما تطور تنظيم الإدارة والقانون بشكل كبير.